# Antoinette Montaigne
Antoinette Montaigne là một chính trị gia có hai quốc tịch Pháp và Trung Phi. Cô là một luật sư chuyên ngành về quyền trẻ em. Cô phục vụ trong hội đồng thành phố ở vùng ngoại ô Paris ở Pháp với vai trò một ủy viên hội đồng. Năm 2014, Montaigne được mời đến Cộng hòa Trung Phi giữ chức vụ Bộ trưởng Bộ Truyền thông, Công dân, Đối thoại và Hòa giải Quốc gia trong chính phủ lâm thời. Sau khi rời khỏi chính phủ, cô điều hành Học viện Hòa bình Trung Phi.

## Pháp
Antoinette Montaigne là một luật sư chuyên về quyền trẻ em và thiếu sinh quân. Cô có bằng tiến sĩ luật hình sự vị thành niên của Đại học Panthéon-Assas của Paris. Cô hành nghề luật ở Pháp.
Montaigne sống ở Bussy-Saint-Georges, Seine-et-Marne, từ năm 2001 đến 2014. Từ tháng 3 năm 2008 đến 2014, cô là một ủy viên hội đồng thành phố. Thị trưởng Bussy-Saint-Georges đánh giá Montaigne là "một người phụ nữ hiếu chiến và can đảm". Montaigne là chủ tịch của Hội đồng người Trung Phi ở nước ngoài và thành lập hai tổ chức để hỗ trợ công dân CAR ở nước ngoài, Zagaro Montaigne và Tư vấn và huấn luyện của DIPE. Vào tháng 2 năm 2013, cô đề nghị hội đồng thông qua một phong trào đoàn kết với các nạn nhân của Nội chiến Cộng hòa Trung Phi (2012 - nay).

## Cộng hòa trung phi
Montaigne rời vị trí bộ trưởng vào cuối tháng 10, nhưng vẫn là cố vấn cho tổng thống. Cô bày tỏ quan điểm về vai trò của phụ nữ trong xã hội tại một sự kiện của Hội đồng Gabon ở Pháp tại Đại sứ quán Gabonese, Paris vào tháng 5 năm 2016. Montaign hiện là người đứng đầu Học viện Hòa bình CAR.